# What/If
What/If (estilizada como WHAT / IF) é uma minissérie de suspense americana, criada por Mike Kelley, que estreou em 24 de maio de 2019 na Netflix. É estrelada por Renée Zellweger, Jane Levy, Blake Jenner, Daniella Pineda, Keith Powers, Samantha Ware, Dave Annable, Saamer Usmani, John Clarence Stewart e Louis Herthum.

## Enredo
Renée Zellweger interpreta Anne Montgomery, uma temida e renomada capitalista de risco que promete investir US$ 80 milhões na empresa de biotecnologia da jovem pesquisadora Lisa Donovan (Jane Levy) em troca de uma noite sozinha com seu marido, Sean (Blake Jenner).

## Elenco

### Regular
- Renée Zellweger como Anne Montgomery
- Jane Levy como Lisa Ruiz-Donovan
- Blake Jenner como Sean Donavan
- Keith Powers como Todd Archer
- Samantha Ware como Angela Archer
- Juan Castano como Marcos
- Dave Annable como Dr. Ian Evans
- Saamer Usmani como Avery Watkins
- Daniella Pineda como Cassidy Barrett
- John Clarence Stewart como Lionel
- Louis Herthum como Foster

### Recorrente
- Derek Smith como Kevin
- Nana Ghana como Sophie
- Monique Kim como Miles
- Marissa Cuevas Christine
- Allie MacDonald como Maddie Carter
- Gabriel Mann como Gage Scott[3]

### Participações
- Marissa Cuevas como Christine
- Keegan Allen como Billy

## Episódios

### Parte 1 (2019)
| N.º | Título                             | Dirigido por                  | Escrito por                      | Exibição original  |
| --- | ---------------------------------- | ----------------------------- | -------------------------------- | ------------------ |
| 1 | "Pilot" "Piloto"                   | Phillip Noyce                 | Mike Kelley                      | 24 de maio de 2019 |
| Colocando sua reputação em jogo, um casal avalia a proposta de uma investidora: passar a noite com o marido em troca do financiamento à startup da mulher.                    |                                    |                               |                                  |                    |
| 2 | "What Now" "E agora?"              | Phillip Noyce                 | Mike Kelley                      | 24 de maio de 2019 |
| A vida do casal sai dos trilhos quando as notícias sobre a Emigen são divulgadas. Sean encontra um rosto conhecido do passado. Lisa confronta Anne, que a desafia a desistir. |                                    |                               |                                  |                    |
| 3 | "What Happened" "O que aconteceu?" | Russell Lee Fine              | David Graziano                   | 24 de maio de 2019 |
| Lisa está arrasada e Sean se sente angustiado; segredos e mentiras ameaçam o casamento do casal. Angela e Marcos são corroídos pelo desejo. Anne recorda velhos fantasmas.    |                                    |                               |                                  |                    |
| 4 | "What Drama" "Que drama!"          | Jessika Borsiczky             | Robin Wasserman                  | 24 de maio de 2019 |
| Sean tenta juntar seus pedaços e se recompor. Angela busca respostas. Anne coloca um plano maquiavélico em ação enquanto casais se reúnem para um jantar cheio de drama.      |                                    |                               |                                  |                    |
| 5 | "What Next" "O que vem agora?"     | Fernando Coimbra e Jill Maxcy | Blair Singer                     | 24 de maio de 2019 |
| Um mês depois, Lisa faz importantes descobertas, e Sean recebe boas notícias. O passado volta para assombrar Anne, Angela e Marcus.                                           |                                    |                               |                                  |                    |
| 6 | "What History" "Que história?"     | Joanna Kerns                  | Brenna Kouf                      | 24 de maio de 2019 |
| Lisa ajuda Cassidy a investigar a história de Anne. Segredos são revelados a Sean e a Marcos. Ian passa dos limites.                                                          |                                    |                               |                                  |                    |
| 7 | "What Ghosts" "Fantasmas"          | David Rodriguez               | Elizabeth Benjamin               | 24 de maio de 2019 |
| Um voo turbulento aproxima Lisa e Anne. Sean fica encurralado na festa de reunião de ex-colegas da escola. Todd reencontra um antigo inimigo.                                 |                                    |                               |                                  |                    |
| 8 | "What Secrets" "Segredos"          | Maggie Kiley                  | Blair Singer e Mike Kelley       | 24 de maio de 2019 |
| Sean se fecha para Lisa, Marcos resolve contar a verdade, e o clima sombrio ameaça acabar com todas certezas. Angela e Todd investigam as origens obscuras de Ian.            |                                    |                               |                                  |                    |
| 9 | "WTF" "Que porra é essa?"          | J. Miller Tobin               | David Graziano e Robin Wasserman | 24 de maio de 2019 |
| Com um movimento arriscado, Lisa tenta virar a mesa contra seus inimigos. A fachada de cinismo de Anne começa a ruir. Ian embarca em uma doentia brincadeira de casinha.      |                                    |                               |                                  |                    |
| 10 | "What Remains" "O que resta?"      | Randy Zisk                    | Mike Kelley                      | 24 de maio de 2019 |
| A verdade será revelada. Lisa consegue informações importantes sobre Anne. Sean encara o tribunal, e Angela precisa tomar uma decisão de vida ou morte.                       |                                    |                               |                                  |                    |

## Produção

### Desenvolvimento
Em 17 de agosto de 2018, foi anunciado que a Netflix tinha dado a produção, criada por Mike Kelley, uma ordem de série para uma primeira temporada consistindo de dez episódios. Kelley também estava preparada para escrever a série e produção executiva ao lado de Melissa Loy, Alex Gartner, Charles Roven, Robert Zemeckis e Jack Rapke. Além disso, Jackie Levine foi designado para ser produtor co-executivo. As empresas de produção envolvidas com a série são a Page Fright, a Atlas Entertainment, a Compari Entertainment e a Warner Bros. Television.

### Seleção de elenco
Juntamente com o anúncio da série, foi confirmado que Renée Zellweger havia sido escalada para o papel principal da série. Em agosto de 2018, foi anunciado que Jane Levy e Blake Jenner haviam sido escalados em papéis principais. Em setembro do mesmo ano, foi relatado que Samantha Ware, Juan Castano, Keith Powers, Saamer Usmani, Dave Annable e Louis Herthum foram escalados para a série. Em dezembro de 2018, foi anunciado que Daniella Pineda havia se juntado ao elenco principal em um papel regular na série e que Tyler Ross, Derek Smith, Nana Gana, Monique Kim e Marissa Cuevas apareceriam em papéis recorrentes.

## Recepção
A série tem 42% de aprovação no Rotten Tomatoes, com nota 5,40/10 baseada em 33 resenhas. O consenso geral diz que "uma performance delirantemente deliciosa de Renée Zellweger não pode salvar What/If de sua própria mediocridade, mas cara, ela é divertida de assistir". O Metacritic dá a série uma classificação de 58 em 100, com base em 12 avaliações, indicando "críticas mistas ou médias".
Beatriz Amendola, do portal Uol, escreveu: "Renée Zellweger cria uma vilã poderosa que é uma delícia de se assistir em meio a um elenco, no mínimo, pouco inspirado". Kristen Baldwin, da revista EW, deu nota "B" para a série e disse que "What/If só serve para destacar o desempenho de Zellweger. Muito parecido com Madeleine Stowe em Revenge, Zellweger comanda a tela com condescendência régia, entregando cada fala em um murmúrio ofegante e estridente. O que quer que a tenha levado a dizer sim a essa aventura bizarra (além, você sabe, do dinheiro), estou tremendamente feliz por ela ter concordado".
Para Callum Crumlish, do Daily Express, "embora o enredo às vezes pareça um pouco frustrante de assistir, todos os atores principais tiveram desempenhos excelentes - em particular a atriz Jane Levy. No entanto, ninguém pode superar Zellweger em What/If. Evocando a mais incrível personalidade de Miranda Priestly, ela apresenta talvez uma de suas melhores performances. Sarcástica, irritada, cruel e comedida, ela é dona de absolutamente todas as cenas em que está, e obriga os espectadores a continuar assistindo simplesmente para aproveitar mais seu tempo de tela no estilo vilão de [James] Bond". Ben Travers, do IndieWire, chamou What/If de "um thriller ensaboado, bobo, melodramático e giratório que nunca deixa de ser divertido". Sophie Gilbert, do The Atlantic, elogia o trabalho de Renée Zellweger para impedir que o "programa se torne esquecível". Para ela "sejam quais forem os motivos que Zellweger teve para querer assumir esse papel (e você só pode esperar que houvesse várias centenas de milhares deles), ela transforma What/If sozinha".